# ディーン・ウッズ
ディーン・アンソニー・ウッズ（Dean Anthony Woods、1966年6月22日 - 2022年3月3日）は、オーストラリア、ワンガラッタ出身の元自転車競技選手。

## 来歴
1983年
- ジュニア世界選手権自転車競技大会
  - 個人追抜 優勝
  - ポイントレース 2位

1984年
- ロサンゼルスオリンピック
  -  団体追抜 優勝（+ マイケル・グレンダ、コヴィン・ニコルズ、マイケル・ターター）
- ジュニア世界選手権自転車競技大会
  - 個人追抜 優勝

1986年
- コモンウェルスゲームズ
  - 個人追抜 優勝
  - 団体追抜 優勝
- トラックレース世界選手権
  - アマ・個人追抜 3位

1988年
- ソウルオリンピック
  -  個人追抜 2位
  -  団体追抜 3位

1989年、プロ転向。
- トラックレース世界選手権
  - プロ・個人追抜 2位

1994年
- グルノーブル6日間レース 優勝（+ ジャン＝クロード・コロッティ）

1996年
- アトランタオリンピック
  -  団体追抜 3位